# Samir Məmmədov
Samir Məmmədov (in azero: Samir Məmmədov; Baku, 15 maggio 1988) è un pugile azero.

## Palmarès

### Mondiali dilettanti
- 1 medaglia:
  - 1 bronzo (Chicago 2007 nei pesi mosca)

### Europei dilettanti
- 1 medaglia:
  - 1 argento (Plovdiv 2006 nei pesi mosca)